# Provincia di Paruro
La provincia di Paruro è una provincia del Perù, situata nella regione di Cusco.

## Geografia antropica

### Suddivisioni amministrative
È divisa in 9 distretti:
- Accha (Accha)
- Ccapi (Ccapi)
- Colcha (Colcha)
- Huanoquite (Huanoquite)
- Omacha (Omacha)
- Paccaritambo (Paccaritambo)
- Paruro (Paruro)
- Pillpinto (Pillpinto)
- Yaurisque (Yaurisque)